# Beinn Bheigeir
Beinn Bheigeir (conocido ocasionalmente como "Ben Vicar") es una colina en la isla de Islay en Escocia, Reino Unido. Con 491 metros, es la más alta de las siete colinas Marilyn en Islay, además es el punto más alto de la isla.
Está en el sureste de Islay en la zona de Ardtalla. Un vértice geodésico marca la cumbre. En un día despejado, las vistas incluyen la isla de Jura, las Paps of Jura, Kintyre, la isla de Arran y la mayor parte de Islay.